# En, men ett lejon!
En, men ett lejon! är en svensk komedifilm från 1940 i regi av Gustaf Molander.

## Handling
Filmen kretsar kring en kräftskiva för modefolk. Herr Lejon som jobbar i modebutik och är nygift, har blivit inbjuden av sin chef och tillsagd att ta med sig sin fru. Men chefen har ett (något oförtjänt) dåligt rykte som kvinnojägare, varför Lejon inte vill låta frun träffa honom. Samtidigt törs han inte tacka nej. Då stöter herr Lejon plötsligt ihop med barndomsväninnan Camilla, och övertalar henne att följa med till festen för att utge sig vara fru Lejon. Camilla och chefen blir kära i varandra.

## Om filmen
Filmen hade Sverigepremiär i oktober 1940.

## Rollista i urval
- Håkan Westergren - Kurt Lejon
- Annalisa Ericson - Camilla Storm
- Marianne Aminoff - Linda Lejon
- Fridtjof Mjøen - Harry Martin, direktör för modehuset Harry's
- Tollie Zellman - fru Grönberg, Lindas mor
- Eric Abrahamsson - Oskar Eugene
- Mimi Pollak - fröken Blom
- Lill-Tollie Zellman - fröken Lisa